# Die Simpsons – Das Spiel
Die Simpsons – Das Spiel ist ein Videospiel basierend auf der Fernsehserie Die Simpsons, welches von Electronic Arts veröffentlicht wurde und für die Konsolen Wii, PlayStation 3, Xbox 360, PlayStation 2, Nintendo DS und PlayStation Portable erschien. Es erschien in Nordamerika im Oktober 2007 und weltweit im November 2007. Die USK-Altersfreigabe der Wii-, PlayStation-3-, Xbox-360-, PlayStation-2- und PlayStation-Portable-Version liegt bei zwölf Jahren. Die Geschichte des Spiels wurde von den Autoren der Serie geschrieben.

## Gameplay
Die Simpsons – Das Spiel ist ein Jump'n'Run-Spiel. Ziel der 16 Level ist es, das Ende zu erreichen und Gegner zu besiegen. Fünf Figuren sind spielbar: Homer, Marge, Bart, Lisa und Maggie. In der Regel spielen in einem Level zwei Charaktere. Die Figuren besitzen ihre eigenen Superkräfte. Homer kann sich, sobald er genügend gegessen hat, zu einer Kugel formen oder zu einem säurespuckenden Blob werden; Marge kann einen Mob bilden und trägt Maggie bei sich; Bart besitzt eine Steinschleuder und kann mithilfe seines Capes durch die Luft schweben; Lisa benutzt die „Hand Buddhas“, um Bäume und ähnliche Dinge auszureißen und zu bewegen. Zwischen den Leveln werden Sequenzen abgespielt, welche eigens für das Spiel entwickelt wurden.
Viele Videospiele werden parodiert. So ist der „Haustier-Homer“, der vom Spieler versorgt werden muss, eine Parodie auf Nintendogs. Auch Kämpfe im Pokémon-Stil müssen vom Spieler bewältigt werden.

## Handlung
Das Spiel beginnt mit einem Traum von Homer, in dem er gegen Schokoladen-Hasen kämpft. Später findet Bart ein Videospiel-Handbuch. Es gehört zum „Simpsons-Spiel“. So findet er heraus, dass sie Figuren in einem Videospiel sind und Superkräfte besitzen. Homer und Bart nutzen ihre Kräfte und brechen ins Springfielder Museum ein, wo sie Direktor Skinner beim Stehlen erwischen. Daraufhin nimmt Homer an einem Wettessen teil und gewinnt dank seiner Kräfte. Lisa wiederum verwendet ihre Kräfte, um zusammen mit ihrem Bruder die Holzfäller-Fabrik zu zerstören. Auch ist ein gewalttätiges Videospiel, Grand Theft Scratchy (eine Parodie auf Grand Theft Auto), auf den Markt gekommen. Marge gründet einen Menschenauflauf und demonstriert gegen das Spiel, mit Erfolg. Nun beginnt die eigentliche Handlung: Die Aliens Kang und Kodos starten eine Alieninvasion. Den Simpsons ist klar, dass sie Springfield retten müssen. Um Upgrades ihrer Superkräfte zu bekommen, suchen Bart und Lisa Professor Frink auf. Da er nicht in seinem Labor ist, benutzen sie ein Dimensionsportal, das sie in eine Spielfabrik beamt. Dort finden sie Frink, der ihnen das Lösungsbuch des Simpsons-Spiels überreicht. Zuhause benutzen die Simpsons das Internet, um weiter zu schummeln – werden allerdings durch ein Missgeschick von Homer wieder in die Spielmaschine gebeamt. In dieser Spielmaschine befindet sich Will Wright, der alte Videospiele entsorgt, die Simpsons retten ein altes 8-Bit-Simpsons-Spiel. Die 8-Bit-Simpsons raten den modernen Simpsons, zum Haus des „Schöpfers“, Matt Groening, zu gehen, wozu sie vier Schlüsselkarten in alten Spielen sammeln müssen. In einer Herr-der-Ringe-Parodie müssen Homer und Marge beispielsweise gegen einen Drachen kämpfen, um an eine Schlüsselkarte zu gelangen. Schließlich betreten sie das Haus von Matt Groening, ihrem Schöpfer und kämpfen dort gegen seine Anwälte und Futurama-Figuren. Dann stellen sie ihn zur Rede – allerdings flieht Groening und löst die „Videospiel-Selbstzerstörung“ aus. Die Videospielfiguren fliehen nach Springfield, wo Lisa mit ihrer „Hand Buddhas“ eine Treppe in den Himmel baut, damit die Simpsons mit Gott sprechen können, weil die Aliens die Stadt immer noch zerstören. Zum Schluss erklärt ihnen Gott, dass das „Simpsons-Spiel“ nur ein Minispiel in seinem „Erdenspiel“ ist.

## Rezeption
Die Simpsons – Das Spiel hat international mittelmäßige bis gute Bewertungen erhalten. Die Rezensionsdatenbank Metacritic aggregiert je nach Plattform einen Gesamtwert von 59 bis 71.
Thomas Szedlak von Games Aktuell lobt die Synchronisation, welche überwiegend die originalen Synchronsprecher der Zeichentrickserie beinhaltet. Weiterhin bewertet Paul Kautz von 4Players die Geschichte des Spiels sowie die humoristischen Elemente und die Zwischensequenzen positiv.
Kritikpunkte sind laut Pascal Hartmann von ntower und Alexander Winkel von GameZone die Kameraführung sowie grafische Mängel, beispielsweise Kantenflimmern und flackernde Texturen.

„Das Spiel fängt den aus der Serie bekannten, typischen Simpsons-Humor hervorragend ein und bietet nebenbei gute Abenteuer-Kost.“

„Die Simpson tummeln sich nun auf allen Konsolen und eines steht mit dieser Episode definitiv fest: Den Charme der beliebten TV-Serie haben die Entwickler einmalig gut eingefangen - alles wirkt wie aus einem Guss. Vor allem Spieler mit einem breit gefächerten Wissensspektrum bezüglich ihres Hobbys werden vollkommen auf ihre Kosten kommen. Kaum ein Videospielklischee wird nicht durch den Kakao gezogen und fast kein Held ist vor der gelben Plage sicher. Sonic, Mario und Co. müssen sich ziemlich warm anziehen, wenn Homer und seine Bande mit zahlreichen Sprüchen und Anspielungen auspacken“

### Auszeichnungen
Die Simpsons – Das Spiel gewann den Preis für das beste Spiel auf Grundlage eines Films oder Fernsehsendung bei den Spike Video Game Awards 2007.